# Batuliya Point
Batuliya Point är en udde i Antarktis. Den ligger i Sydshetlandsöarna. Argentina, Chile och Storbritannien gör anspråk på området.
Terrängen inåt land är varierad. Havet är nära Batuliya Point österut. Trakten är obefolkad. Det finns inga samhällen i närheten. 